# Klassenlehrer
Als Klassenlehrer (süddeutsch und österreichisch auch Klasslehrer) oder Klassenleiter (süddeutsch und österreichisch auch Klassleiter) bzw. in Österreich auch Klassenvorstand  bezeichnet man einen Lehrer, der die Leitung einer Schulklasse innehat. Die genauen Aufgaben des Klassenlehrers sind in Deutschland in der Regel in den Schulgesetzen der Länder geregelt.
Wenn in der Oberstufe oder in der Kursstufe (12. und 13. Klasse bzw. 11. und 12. beim zwölfjährigen Bildungsweg) nicht mehr im Klassenverband unterrichtet wird, tritt an die Stelle des Klassenlehrers ein Tutor, manchmal auch Beratungslehrer oder Kollegstufenleiter genannt.

## Aufgaben
Der Klassenlehrer ist der erste Ansprechpartner der Schüler und Eltern für alle schulischen Fragen, die über die Inhalte der einzelnen Fächer hinausgehen.
So ist der Klassenlehrer in der Regel verantwortlich für:
- Kontrolle der Schulpflicht (Entschuldigungen), (teilweise) Beurlaubungen bis zwei Tagen (in Bayern nur Schulleiter und Mitarbeiter)
- erzieherische Einwirkung auf die Schüler (für Disziplinar- und Ordnungsmaßnahmen hat er aber nur die Befugnisse, die auch jeder andere in der Klasse unterrichtende Lehrer hat)
- Erstellung der Zeugnisse
- Diskussion der Zwischen- und Jahreszeugnisse, der Bildungsempfehlung und der Versetzungsgefährdungen mit Schülern und Eltern
- Verbindung zwischen Schule und Eltern
- das Führen des Klassenbuchs der Klasse
- Ansprechpartner für andere Lehrer in Klassenangelegenheiten
- manchmal die Leitung (Vorsitz) und Einberufung einer Klassenkonferenz sowie der Zeugniskonferenzen (bisweilen, z. B. in Bayern, übernimmt dies jedoch der Schulleiter oder ein Mitarbeiter)
- Koordination der bestehenden Regelungen (z. B. Hausaufgabenumfang, Disziplinarstrafen) mit Fachlehrern
- Unterstützung der Klassen-Schülervertretung und Elternpflegschaft
- Organisation von Klassenfahrten
- Verwaltung der Klassenkasse (manchmal auch Aufgabe des Klassensprechers)
- Streitschlichtung
- schulspezifische Bereiche, z. B. Projekttage, Wandertage, Vor- und Nachbereitung der Betriebs- und Sozialpraktika

## Weiteres
Der Klassenlehrer hat manchmal einen Stellvertreter. Der Klassenleiter kann auch in einer anderen Klasse der Stellvertreter des dortigen Klassenlehrers sein.
In seltenen Fällen kann eine Klasse auch zwei gleichberechtigte Klassenlehrer haben.
In einigen Schulgesetzen, wie z. B. dem baden-württembergischen, fehlt eine Definition für den Klassenlehrer. Auch wenn allgemein als selbstverständlich vorausgesetzt, muss nicht jede Klasse einen Klassenlehrer haben. Ebenso sind Pflichten und Rechte nicht immer im Schulgesetz festgelegt.